# Ибраев, Шакир Ибраевич
Шакир Ибраевич Ибраев (род. 31 января 1950, аул Бестам, Шиелийский район, Кызылординская область, КазССР, СССР) — советский и казахстанский учёный-фольклорист, доктор филологических наук (1993), профессор (1997), академик Академии социальных наук РК (1996).

## Биография
В 1973 году окончил КазГУ. В 1979—1982 годах — младший научный сотрудник Института литературы и искусства им. М. Ауэзова; в 1982—1989 годах — старший преподаватель, доцент Казахского госуниверситета. В 1982—1994 годах — руководитель Научного центра рукописей при Институте литературы и искусства. С 1995 года директор этого института. С 1996 года вице-президент Академии социальных наук РК.
Основное направление научных работ — проблемы фольклора и тюркологии. Автор книг «Книга Коркута» (1986), «Казахский эпос» (1987), «Мир эпоса» (1993), «Поэтика огузского героического эпоса» (1997). Лауреат премии им. Ч. Валиханова (1990). Член Международного комитета по фольклору (Москва), Председатель Диссертационного Совета по защите докторской диссертации в Институте литературы и искусства, член Представительского Совета при Международном казахско-турецком университете им. А. Яссауи.